# Святая Елена, маленький остров (повесть)
«Святая Елена, маленький остров» — историческая повесть русского писателя-эмигранта Марка Алданова, первое его художественное произведение. Была опубликована в 1921 году, стала частью тетралогии «Мыслитель» (другие составляющие цикла — романы «Девятое термидора», «Чёртов мост» и «Заговор»).

## Сюжет
Действие повести происходит на острове Святой Елены в 1820—1821 годах. Её главные герои — английская девушка Сузи Джонсон, падчерица местного губернатора Хадсона Лоу, её жених, а позже муж Александр Бальмен (русский дипломат шотландского происхождения) и «Бони», умирающий ссыльный Наполеон Бонапарт. Последнего Алданов изобразил как печального и больного человека, утомлённого жизнью, недостойного ни жалости, ни восхищения. Сцена смерти Наполеона стала кульминацией действия. В сюжетной линии, связанной с Бальменом, рассказывается об убийстве Павла I, о декабристах, упоминается юный поэт Александр Пушкин.

## Публикация и оценки
Повесть была впервые опубликована на страницах журнала «Современные записки» спустя ровно сто лет после смерти Наполеона — в 1921 году (номера 3 и 4). Первое отдельное издание вышло в 1923 году в Берлине. На родине писателя повесть впервые издали в 1990 году.
«Святая Елена, маленький остров» стала первым художественным произведением Алданова (до этого писатель создавал только очерки). Она была доброжелательно встречена критиками и обеспечила автору известность. Вскоре после первой публикации её перевели на французский язык. Продолжая поднятые в повести темы русско-французских отношений, роли случая в истории, Алданов написал три романа («Девятое термидора», «Чёртов мост» и «Заговор»), в которых действует один из героев «Святой Елены» — Юлий Штааль. Все эти произведения составили тетралогию «Мыслитель». В предисловии ко второму изданию повести, вышедшему в 1926 году, Алданов назвал её «эпилогом» к «Мыслителю» и принёс читателям извинения за «неправильный порядок появления» отдельных частей цикла.